# Джанні Ді Марціо
Джанні Ді Марціо (італ. Gianni Di Marzio, 8 січня 1940, Неаполь — 22 січня 2022) — італійський футбольний тренер та функціонер. Працював з клубами Серії А «Катандзаро», «Наполі» та «Катанією».

## Ігрова кар'єра
На початку кар'єри грав у футбол за клуби «Бойс Кайванезе» та «Іскія», але через травми рано закінчив кар'єру.

## Кар'єра тренера
Розпочав тренерську кар'єру 1968 року, увійшовши до тренерського штабу Арнальдо Сентіменті у клубі «Інтернаполі», а потім працював з молодіжною командою «Наполі».
Першим досвідом самостійної роботи для Ді Марціо стала робота з «Ночеріною», у складі якої він був визнаний Найкращим тренером сезону 1971/72 у Серії С, після чого працював з клубами «Юве Стабія» та «Бриндізі».
1974 року став головним тренером команди «Катандзаро», з якою у першому сезоні програв плей-оф за вихід в Серію А «Вероні» (1:0), але з другої спроби команда таки зуміла вийти до елітного італійського дивізіону, де, втім, у сезоні 1976/77 посіла передостаннє місце та вилетіла, після чого Джанні покинув клуб.

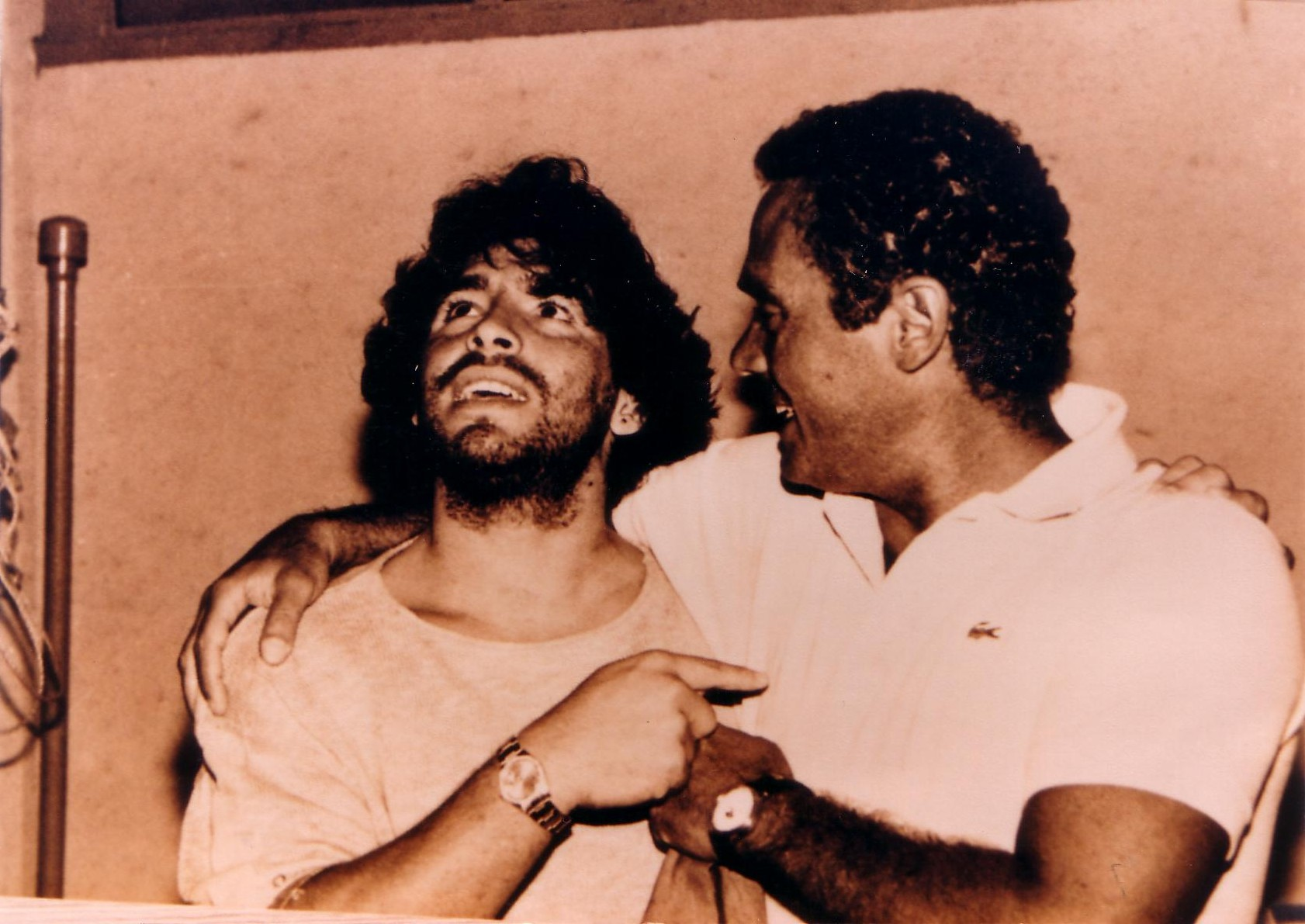
Ді Марціо та Дієго Марадона

Натомість Ді Марціо залишився у Серії А, де протягом 1977—1978 років очолював тренерський штаб «Наполі». У першому сезоні Джанні з командою зайняв 6 місце, кваліфікувавшись у Кубок УЄФА, а також став фіналістом кубка країни, проте вже на початку наступного сезону 8 жовтня був замінений на тренерській посаді на Луїса Вінісіо, після програшу у матчі другого туру проти «Фіорентіни».
Згодом працював у Серії В з клубами «Дженоа» та «Лечче», а 1982 року очолив «Катанію», з якою в першому ж сезоні вийшов до Серії А. Щоправда там тренер встиг попрацювати з командою лише у 12 турах, після яких клуб опустився на останнє місце, яке так і не покинув до кінця сезону, а Ді Марціо покинув клуб у грудні 1983 року.
Згодом з 1984 і по 1985 рік очолював тренерський штаб команди «Падова» у Серії В, а потім працював з «Козенцою», яку повернув до Серії В вперше за 24 роки.
Останнім місцем тренерської роботи Ді Марціо був клуб «Палермо», головним тренером команди якого Джанні Ді Марціо був з 1991 по 1992 рік.
По завершенні тренерської кар'єри став футбольним функціонером і працював спортивним директором у «Козенці» та «Венеції» (1996—1998), був відповідальним за легіонерів у «Ювентусі» (2001—2006), працював з англійським «Квінз Парк Рейнджерс» як ринковий консультант.
7 квітня 2016 року він приєднався до персоналу «Палермо» в статусі особистого консультанта президента Мауріціо Дзампаріні.

## Титули і досягнення
- Найкращий тренер Серії С: 1971-72
- Найкращий тренер Серії В: 1975-76